# 카하우아누 레이크
카하우아누 레이크(Kahauanu Lake) 또는 엉클 케이(Uncle K, 2011년 사망)는 60년 이상 경력을 지속했던 하와이의 음악가였다. 카하우아누 레이크 트리오(Kahauanu Lake Trio)의 리더였다.
마우이섬 출신인 사우스포의 우클렐레이스트 겸 가수이다. 트리오는 형인 토미 레이크(베이스), 일본인계인 알 마치다(기타)로 구성되어 있다. 하모니의 진행이 현대적이며, 더구나 옛 플라의 느낌을 잘 드러내고 있다는 점 등이 특징이다.